# Килянки
Киля́нки (якут. Килэҥки) — село Чурапчинском улусе Якутии. Административный центр и единственный населённый пункт Кытанахского наслега.

## География
Расположен в таёжной зоне в 45 км к северу от села Чурапча (центр улуса). Граничит с Арылахским и Сыланским наслегами. Усть-Алданским улусом на севере и Таттинским улусом на востоке. По территории наслега проходят три речки: Наммара, Баяга и Танда. В основном они полноводны только весной. В селе есть озеро Килэҥки, водохранилище. Село окружен лесом (лиственницы и берёзы).

## Население
| 2002 | 2010 | 2012 | 2013 | 2014 | 2015 | 2016 |
| ---- | ---- | ---- | ---- | ---- | ---- | ---- |
| 538  | ↘518 | ↗526 | ↘520 | ↘517 | ↘508 | ↘505 |
| 2017 | 2018 | 2019 | 2020 | 2021 |      |      |
| ↘486 | ↘465 | ↘450 | ↗455 | ↘452 |      |      |

## Экономика
Мясо-молочное скотоводство, коневодство, пушной промысел.

## Инфраструктура
В селе действуют хозяйственный центр ассоциации крестьянских хозяйств «Килянки», дом культуры, средняя школа, магазин «Холбос», печатные.